# Mårten Cyrén

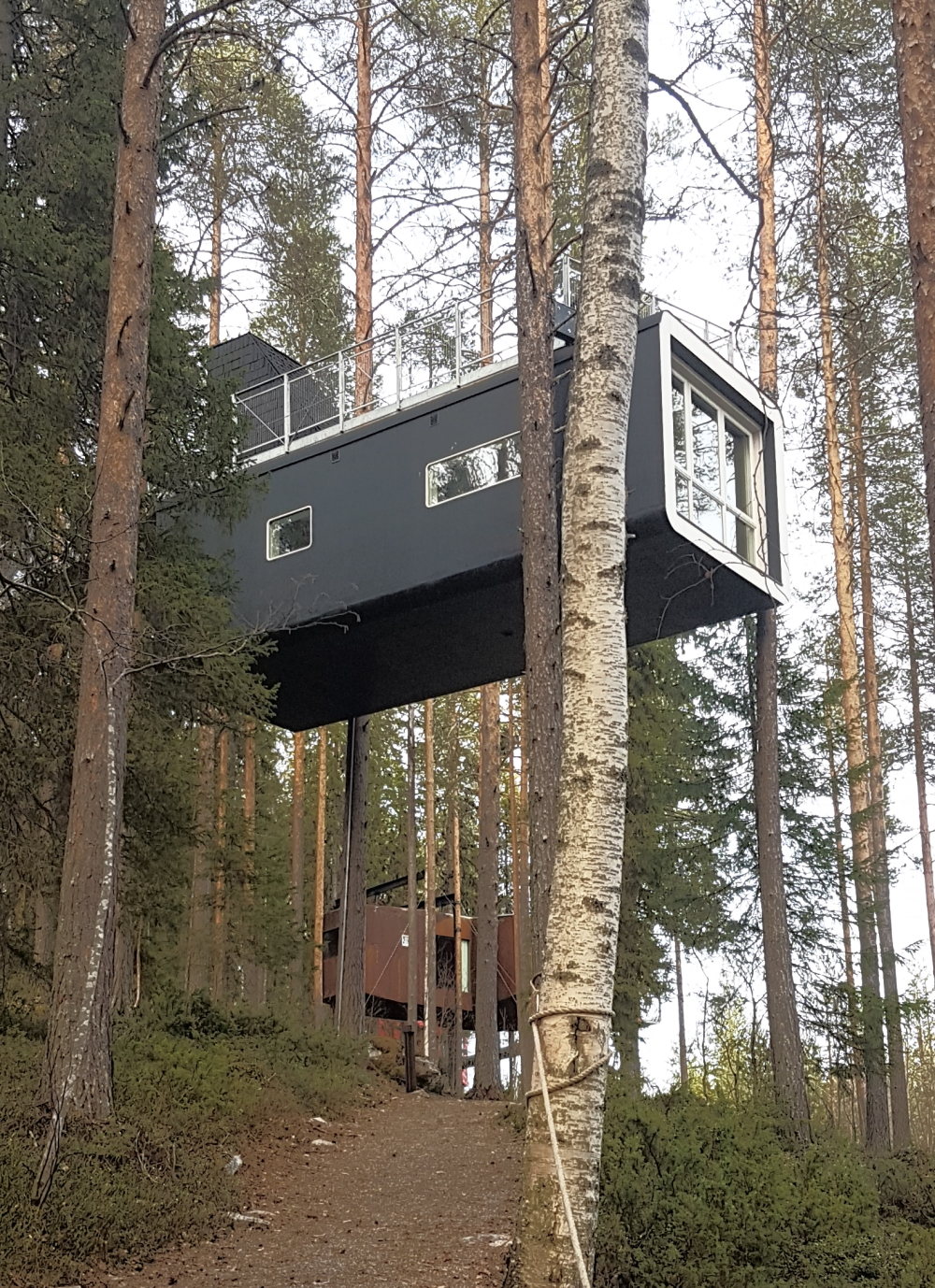
"The Cabin", trädstuga på Treehotel i Harads, 2010] (tillsammans med Gustav Cyrén)

Mårten Cyrén, född 1958, är en svensk inredningsarkitekt och formgivare.
Mårten Cyrén har bedrivit egen verksamhet från 1984. Han har arbetat med inredningsuppdrag från Statens kulturråd, Pharmacia & Upjohn med flera, formgett belysning för AB Fagerhult och Zero, formgett glasservisen Stripes och 2001 vasserien Hollow för Pukeberg glasbruk, formgett möbler som stolen Klyka 1991 och fåtöljen Ellips för Miljöexpo, pallen Funghi, bänken Skillinge, en fotskrapa för Byarums bruk och möbler för Salpaus utbildningscenter i Heinola i Finland. Mårten Cyrén har samarbetat med Jonas Osslund. Åren 2000–2001 var han lärare vid Konstfack.